# Melitaea subcorythallia
Melitaea subcorythallia är en fjärilsart som beskrevs av Ruggero Verity 1928. Melitaea subcorythallia ingår i släktet Melitaea och familjen praktfjärilar. Inga underarter finns listade i Catalogue of Life.